# Троост, Пауль Людвиг
Пауль Людвиг Троост (нем. Paul Ludwig Troost, 17 августа 1878, Эльберфельд — 21 января 1934, Мюнхен) — немецкий архитектор. Известен благодаря Дому искусств, а также Фюрербау на Кёнигсплац в Мюнхене.

## Биография
Изучал архитектуру в Дармштадтском техническом университете, его учителем был профессор Карл Гофман. С 1900 года работал архитектором в Мюнхене. Сделав себе имя на роскошных виллах и их обстановке, в 1911 году был нанят «Объединенными художественно-ремесленными мастерскими». Для этого мюнхенского производителя мебели, в то время одной из ведущих мебельных компаний в Германии, разработал множество изысканных интерьеров, мебели и предметов ручной работы. В 1912 году также стал художественным сотрудником бременской судоходной компании Norddeutscher Lloyd, для пассажирских пароходов которой до 1930 года проектировал салоны первого и второго класса. Формально оформление интерьеров и дизайн мебели Трооста 1910–1920-х годов можно отнести к неоисторизму. Основываясь на аристократических формах жизни конца XVIII – начала XIX веков, они были адаптированы для консервативного, образованного и богатого высшего класса. Со своими зданиями и интерьерами Троост принадлежал к большой группе немецких архитекторов-традиционалистов, которые были довольно открыты для технических новшеств, но развили свои формальные решения на основе традиционных форм зданий и декора.
В 1925 году Троост женился на Герхардине «Герди» Андресен (1904–2003), с которой он познакомился во время работы на Deutsche Holzkunstwerkstätten, мебельной фабрике семьи Андресен в Бремене.
Осенью 1930 года издатели Эльза и Гуго Брукманы познакомили Трооста с Гитлером, который поручил ему перестройку «Коричневого дома», штаб-квартиры НСДАП в Мюнхене. В ходе последующего сотрудничества Троост и, прежде всего, его жена Герди стали горячими сторонниками Гитлера, а также сторонниками и проводниками его антимодернистской культурной политики. В свою очередь, Гитлер очень ценил Трооста и доверил ему проектирование и сооружение представительных зданий в Мюнхене: Дома германского искусства, «Фюрербау», Административного здания НСДАП и Храмов почёта на Кёнигсплац. Все эти здания были выдержаны в строгом, формально редуцированном неоклассицизме, который в 1930-е годы был международным репрезентативным стилем, но у Трооста отличался геометризированием горизонтальной и вертикальной проекции, а также регулярным повторением однородных структурных элементов.
Троост не дожил до реализации своих архитектурных планов, так как неожиданно скончался 21 января 1934 года после короткой, но тяжелой болезни. После его смерти Гитлер и нацистская пропаганда объявили его создателем «новой немецкой архитектуры», и его стиль стал образцом. Формально редуцированный неоклассицизм Трооста оказал значительное влияние на репрезентативную архитектуру национал-социализма.
В 1937 году он был посмертно награждён Германской национальной премией в области искусства и науки.

## Работы
- 1902 — семейный склеп Беккеров на Еврейском кладбище в Вайсензее
- ок 1903: Жилой дом художника-пейзажиста профессора Бенно Беккера в мюнхенском районе Богенхаузен (снесён в 1968 г.)
- 1905—1906: Жилой дом Феликса фон Рата в мюнхенском районе Швабинг
- ок 1907: Жилой дом в Шверине
- ок 1911: Жилой дом Чиллингвортов в Нюрнберге
- 1933—1936: Административное здание НСДАП, Фюрербау и Храмы почёта в Мюнхене
- 1933—1937: Дом германского искусства в Мюнхене